# Edmund Beecher Wilson
Edmund Beecher Wilson (Geneva (Illinois), 19 de outubro de 1856 — 3 de março de 1939) foi um geneticista e zoólogo estadunidense.

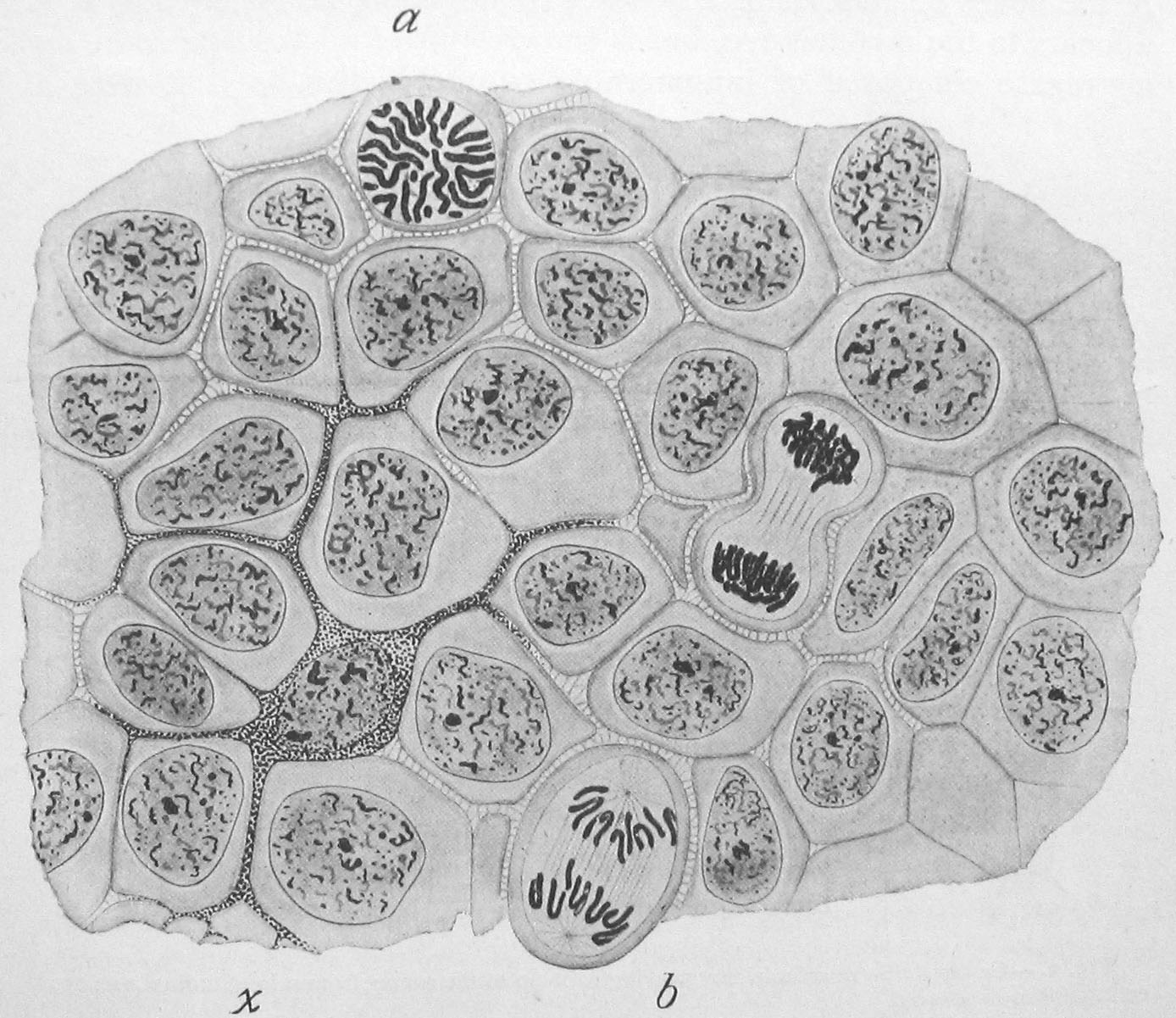
Imagem do seu livro
"The cell in Development and Inheritance",
segunda edição, 1900.

## Obras
- An Introduction to General Biology (1887), with W. T. Sedgwick
- The Embryology of the Earthworm (1889)
- Amphioxus, and the Mosaic Theory of Development (1893)
- Atlas of Fertilization and Karyokinesis (1895)
- The Cell in Development and Inheritance (1896; second edition, 1915; third edition, 1925)